# Ier siècle en architecture
Ier siècle av. J.-C. en architecture - Ier siècle - IIe siècle en architecture
Cet article concerne les événements concernant l'architecture qui se sont déroulés durant le Ier siècle.

## Événements
- Les Romains introduisent en Gaule de nouvelles techniques de construction : l'architecture de pierre et l'arc en plein cintre, la voûte en berceau et la voûte d'arêtes.

## Réalisations
- 1/2 : dédicace du théâtre de Leptis Magna en Libye[1].

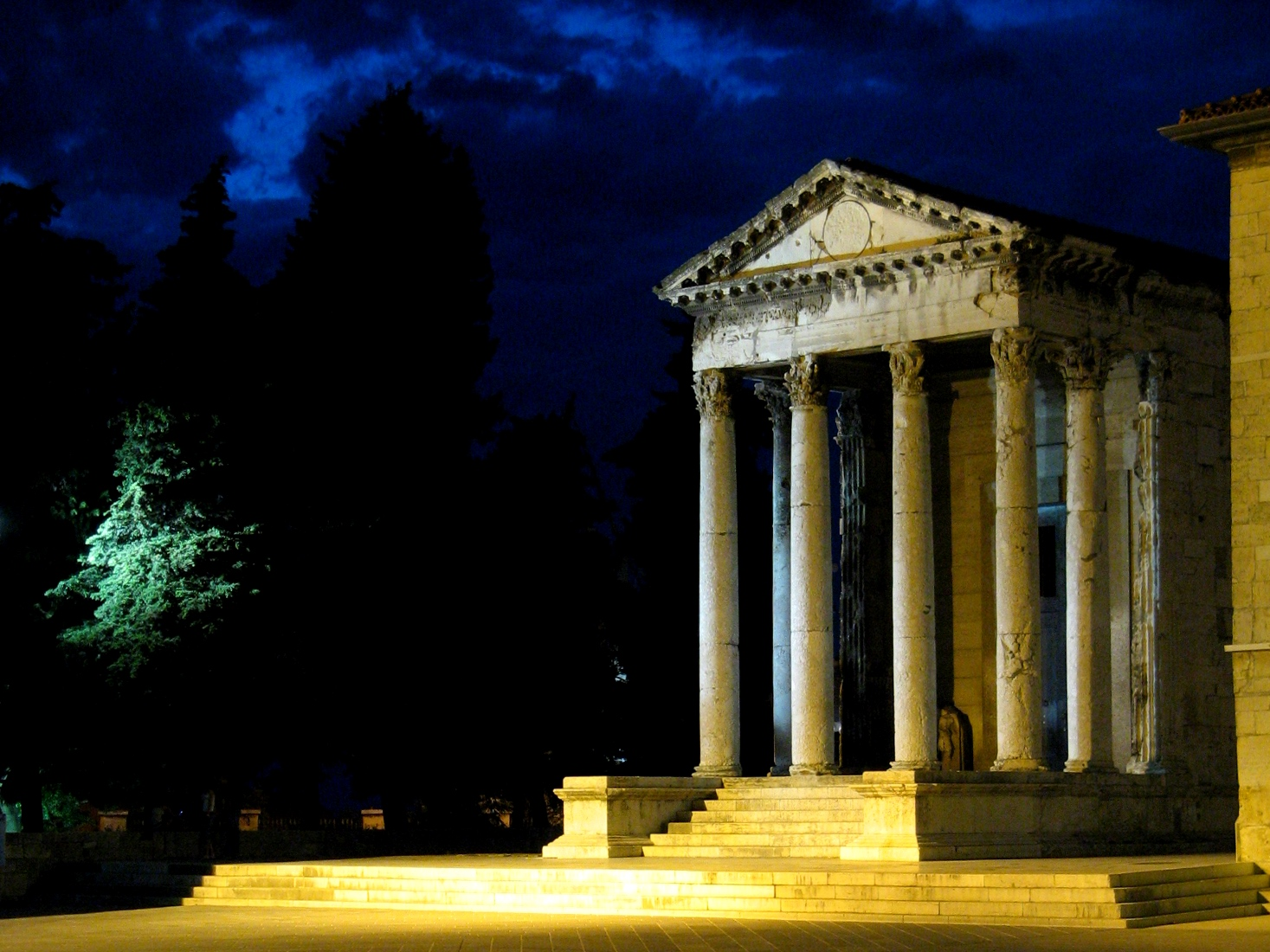
Temple d’Auguste à Pula.

- 2-14 : construction du temple d’Auguste à Pula, en Illyrie[2].
- 6 : dédicace du temple des Dioscures sur le Forum, reconstruit après sa destruction par un incendie en 14 av. J.-C.[3].
- 7-10 : restauration du temple de la Concorde au Forum Romain[4].
- 8-9 : arc d'Auguste à Suse[5].
- 16 : arc de Tibère sur le Forum Romain[5].
- 18-19 : arc de Germanicus à Saintes[6].
- 21 : fin de la construction du Pont de Tibère à Rimini[5].
- 23 : début de la construction du temple de Baalshamin à Palmyre (fin vers 131)[7].
- 26-27 : dédicace de l'arc de triomphe d'Orange[5].
- 27 : arc de Rimini, construit en l’honneur d’Auguste[5].
- 27-28 : temple des Lions ailés à Pétra, dédié à Uzza[8].

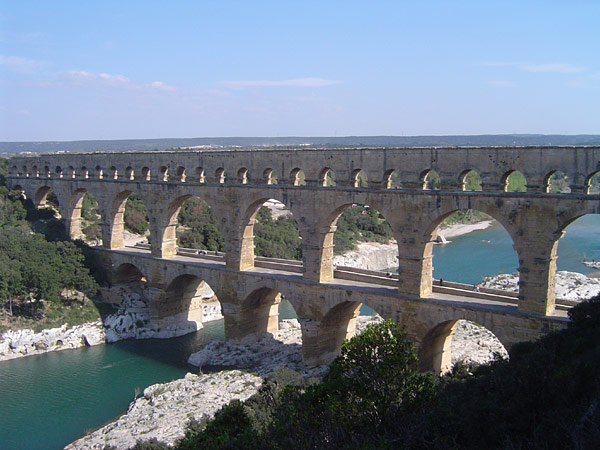
Le Pont du Gard

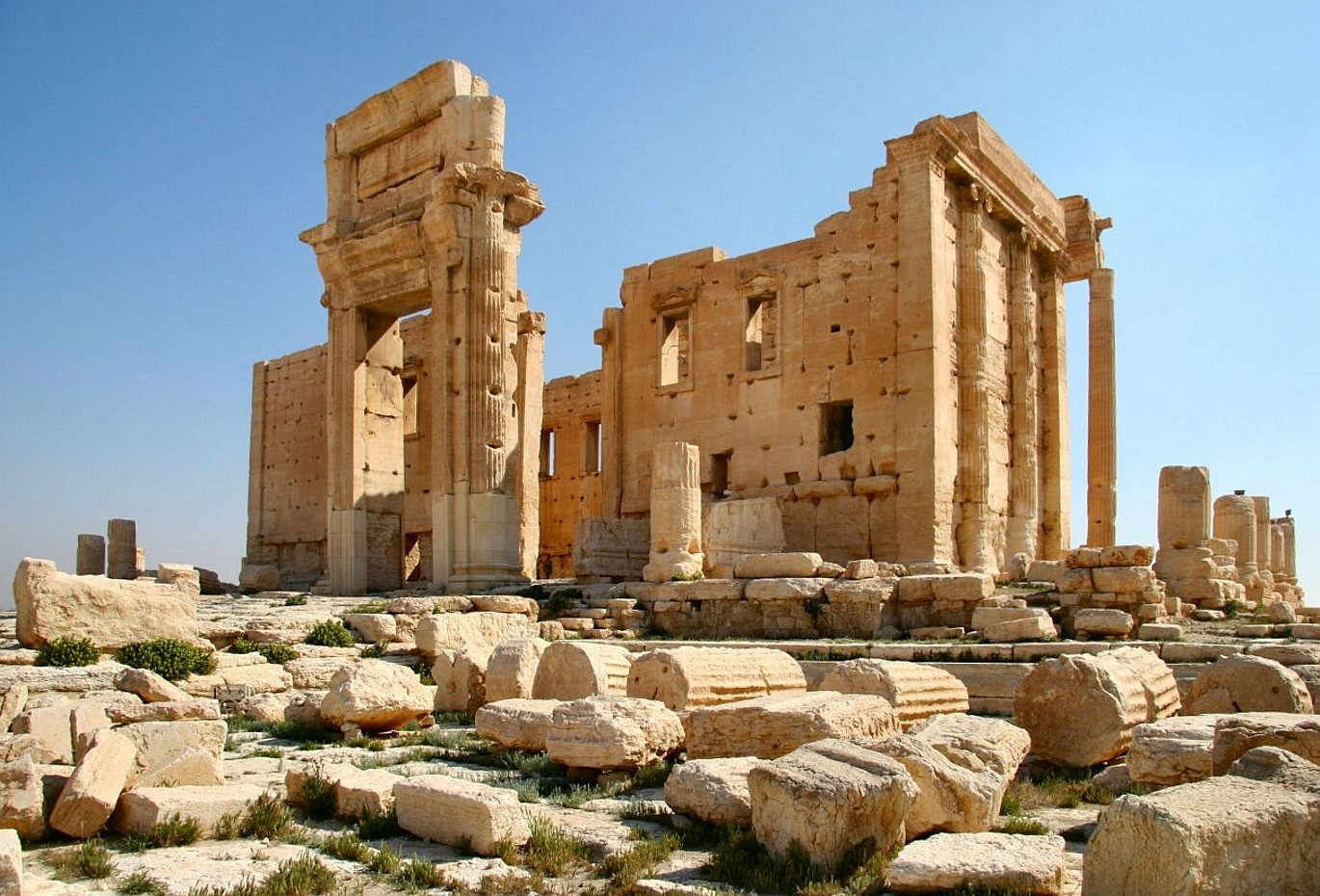
Temple de Bel à Palmyre

- 32 : le temple de Bel à Palmyre est inauguré[9].
- 34-117 : construction du théâtre d'Éphèse[5].

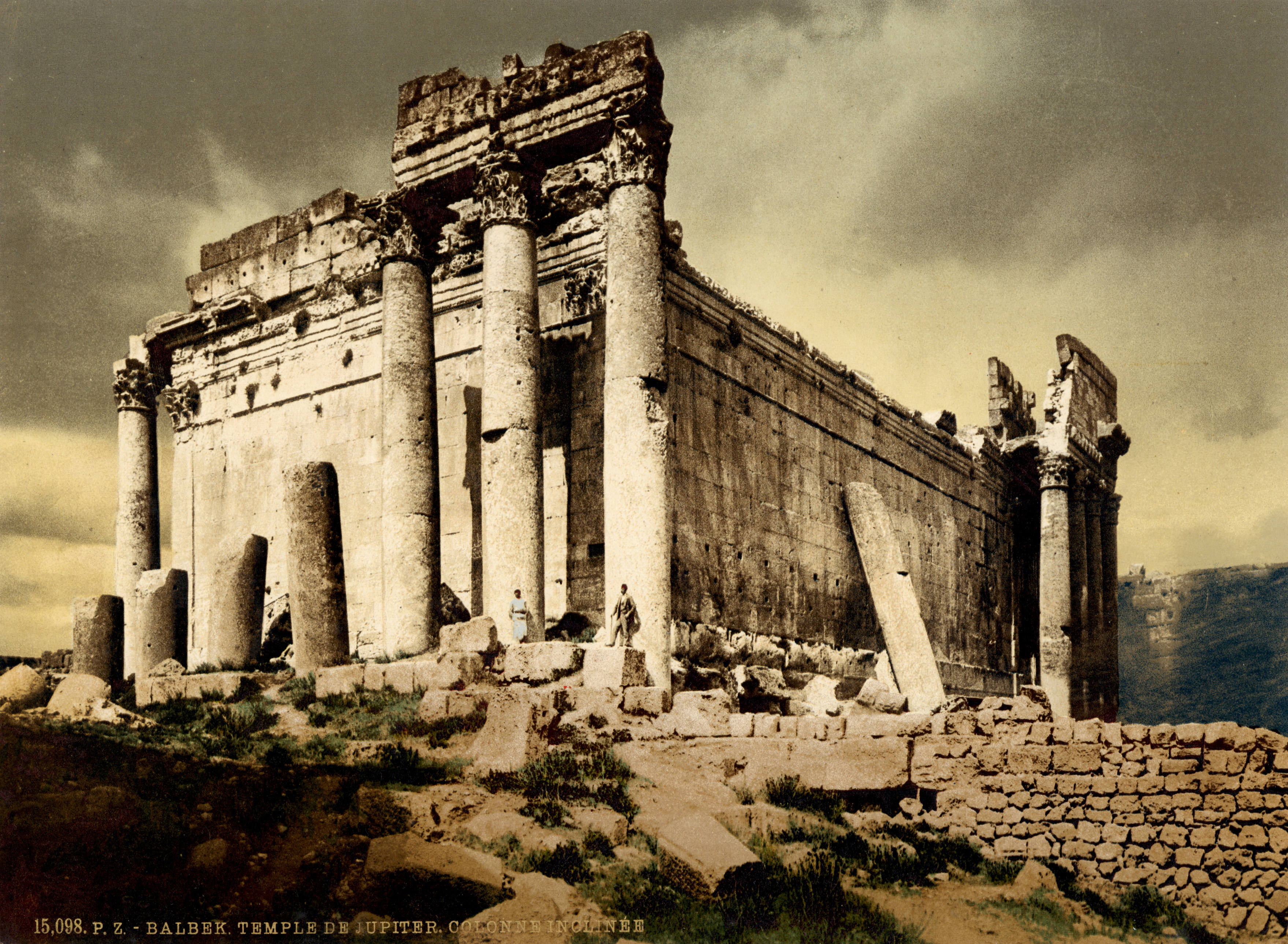
Le temple de Jupiter à Baalbek en 1895.

- 35-217 : construction du temple de Jupiter à Baalbek[5].
- Vers 37-41 :
  - construction des navires (temples flottants ?) du Lac de Nemi, près de Rome, pour Caligula[10].
  - construction du phare de Boulogne-sur-Mer[5].
- Vers 40-80 : construction de l'aqueduc romain d'Uzès à Nîmes (50 km) qui franchit le Gardon (sous le nom Pont du Gard) sur 269 m avec 3 étages d'arcades[11].
- Vers 50 : basilique de la Porte Majeure à Rome[5].
- 62 : reconstruction de l'Iseum (temple dédié à Isis) à Pompéi[12].
- 64-68 : construction de la Domus aurea de Néron à Rome[13].

- 70-79 : construction de l'amphithéâtre de Pouzzoles[5].

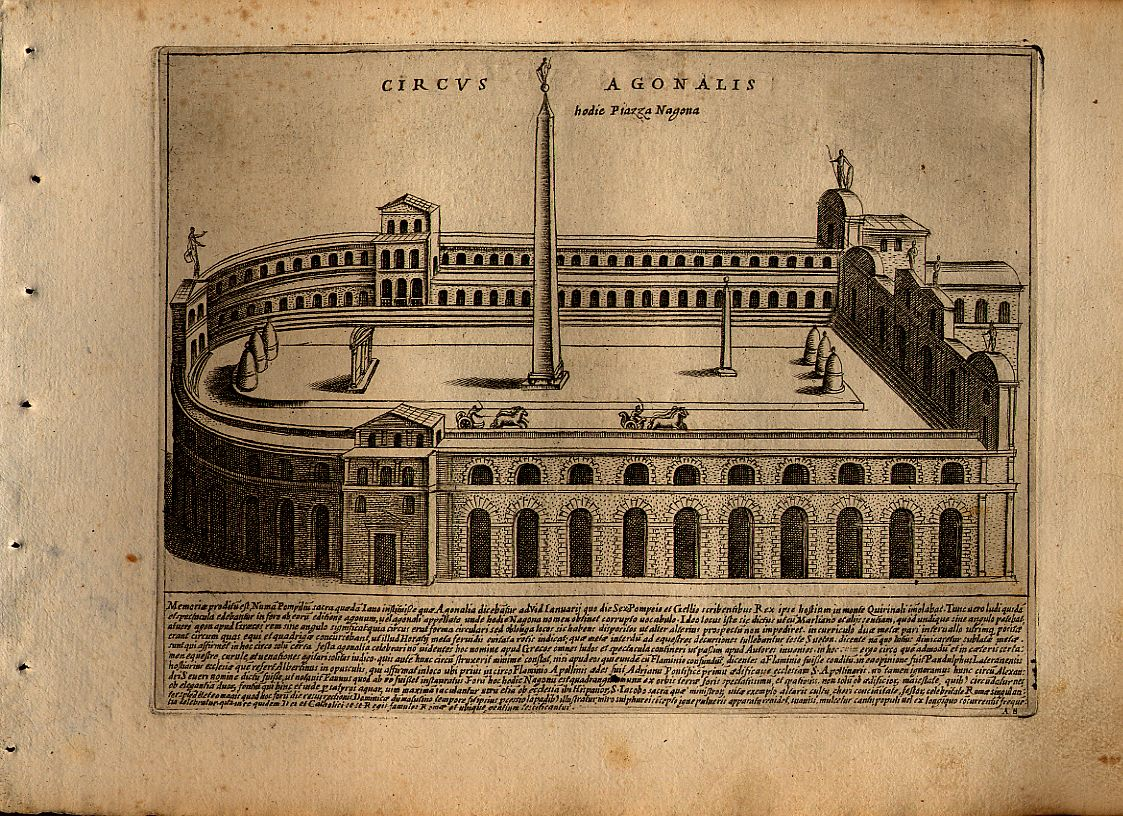
Le stade de Domitien

- 70-96 : construction des arènes de Lutèce[5].
- 70-75 : construction du Forum de Vespasien à Rome[5].

Le Colisée le soir.

- 75-85 : construction du Colisée à Rome[5].

- Vers 80 :
  - construction des arènes de Nîmes vers la fin du siècle[5].
  - construction du pont Flavien à Saint-Chamas[5].
- Vers 80-90 : construction de l'aqueduc de l'Eifel pour approvisionner Cologne[14].
- Vers 80-140 : construction du semi-amphithéâtre de Grand (Vosges)[5].
- 81 : édification de l'Arc de Titus[5].
- 81-92 : construction par l'architecte Rabirius d'un vaste complexe palatial, la Domus Augustana, sur le mont Palatin à Rome[15], unifiant les demeures impériales, réunies par des portiques souterrains (cryptoportique). Rabirius est l’architecte des extensions qui atteignent 45 000 m². Outre les services impériaux (salle du trône, basilique, triclinium, appartements particuliers et dépendances) l’ensemble renferme les bibliothèques du temple d’Apollon et du palais de Tibère, des nymphées, des jardins, des bains alimentés par un aqueduc particulier.
- 81-96 : construction du théâtre sud de Gerasa[5].
- 86 : inauguration du stade de Domitien à Rome. Cette enceinte de 30 000 places est réservée aux compétitions « grecques »[16].
- 97 :
  - inauguration du forum de Nerva à Rome, commencé sous Vespasien[5].
  - Frontin devient curateur des eaux[17] ; il rédige un ouvrage sur les aqueducs de Rome (De Aquis urbis Romœ), où il recense les 640 fontaines de Rome dont 39 présentent un caractère monumental[18].

- Première phase de la construction de la synagogue d'Ostie, la plus ancienne d'Italie, reconstruite au IVe siècle[19].

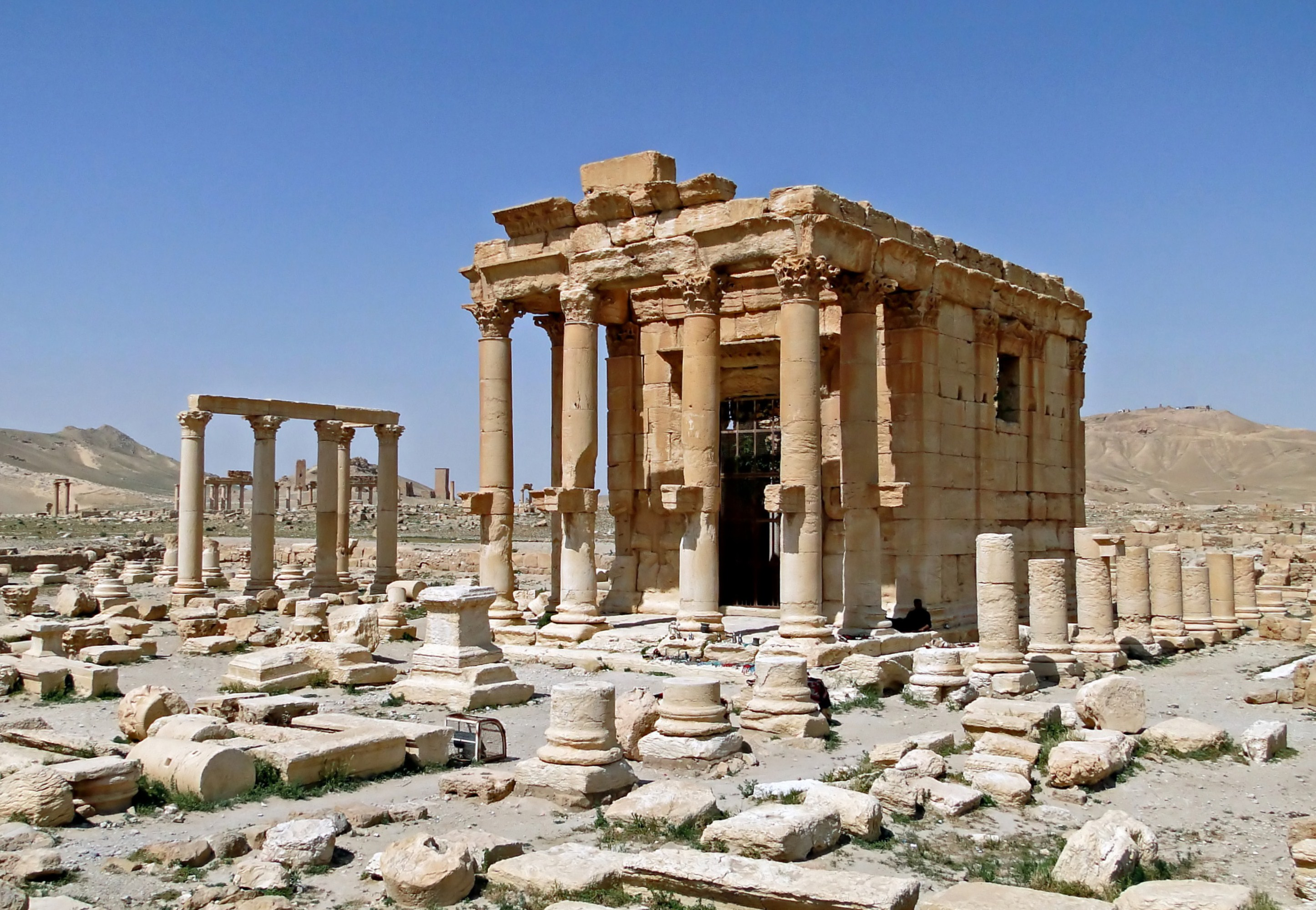
Temple de Baalshamin
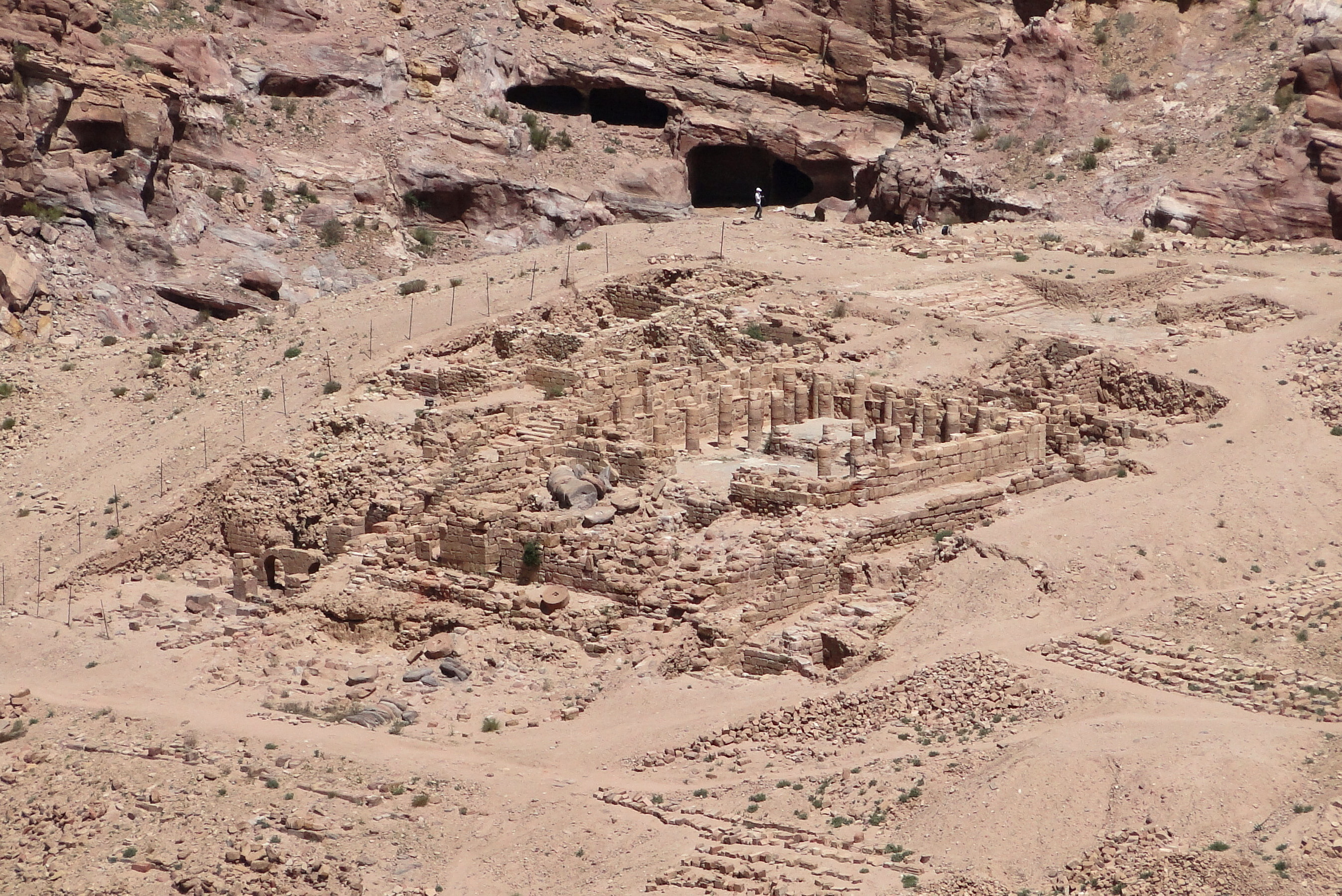
Ruines du temple des Lions ailés à Pétra.
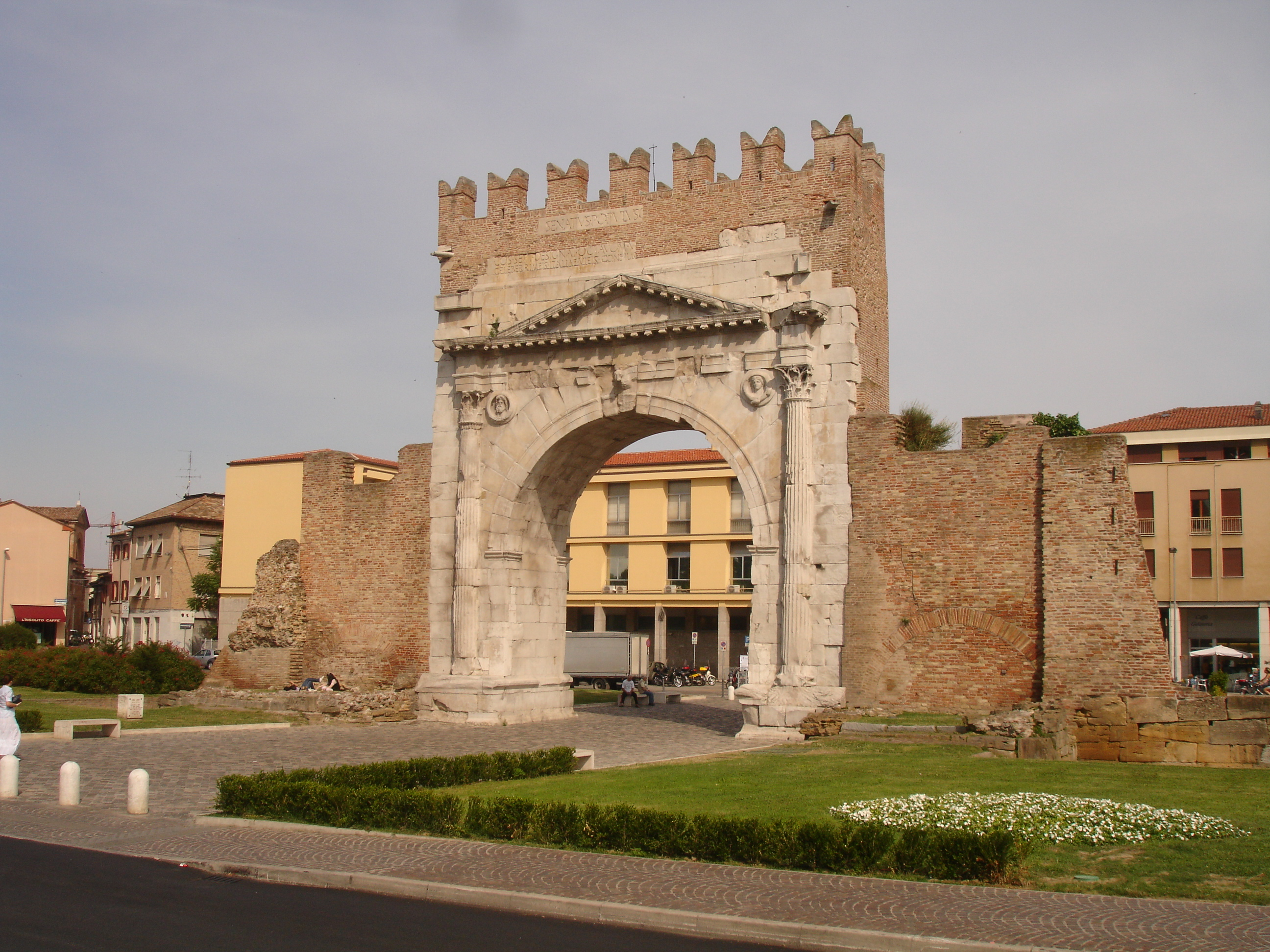
Arc d'Auguste à Rimini